# Stožec (Lužické hory)
Stožec (německy Schöber) je pravidelná kupa (665 m) z olivinického čediče, tvarem připomínající stoh sena. Nachází se na východním okraji pískovcového hřbetu táhnoucího se mezi nádražím Jedlová a Stožeckým sedlem, 3 km jižně od osady Lesné, v Lužických horách. Hřbetem i sedlem vede linie hlavního evropského rozvodí mezi Severním a Baltským mořem. K severu směřuje Lesenský potok, Lužnička či Mandava, k západu Kamenice a k jihu Svitavka.

## Další informace
Masív Stožce je na pomezí okresů Děčín a Česká Lípa, vlastní vrchol je na katastru obce Svor v severní části českolipského okresu.
Severovýchodně od vrcholu je pískovcová lavice se stopami rakouského opevnění z roku 1778 (obrana proti vpádu Prusů). V okolních lesích jsou betonové řopíky čs. opevnění z roku 1937.

## Dostupnost
Vrcholem Stožce prochází zeleně značená turistická cesta s odbočkou na skalní útvar Jelení kámen. Tato evropská dálková trasa E10 vychází z údolí na jižní straně hřebene, kudy vedla Stará pražská cesta, dále vede na o 11 m vyšší Jelení skálu (676 m n. m.) s odbočku na skalní útvar Konopáč a na Stožec pokračuje hřebenovou cestou. Od Stožce vede na Stožecké sedlo ležící zhruba 500 metrů východně, a které protíná silnice I/9 s parkovištěm. Parkoviště se též nachází i u Nové Huti. U Nové Huti je železniční zastávka Nová Huť v Lužických horách na trati 080 Bakov nad Jizerou - Jedlová.

## Fotogalerie

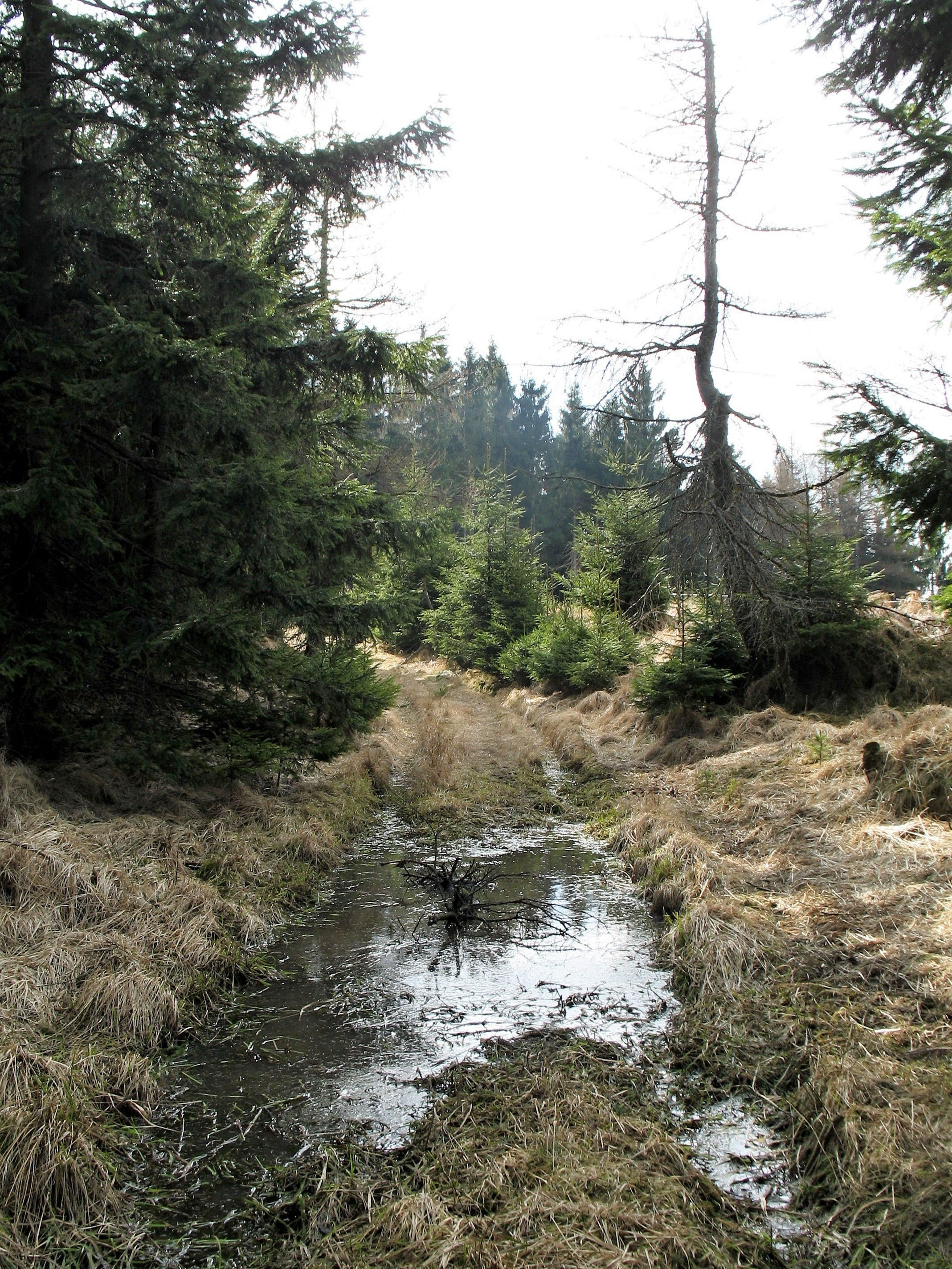
Hřebenová cesta od Jelení skály na Stožec
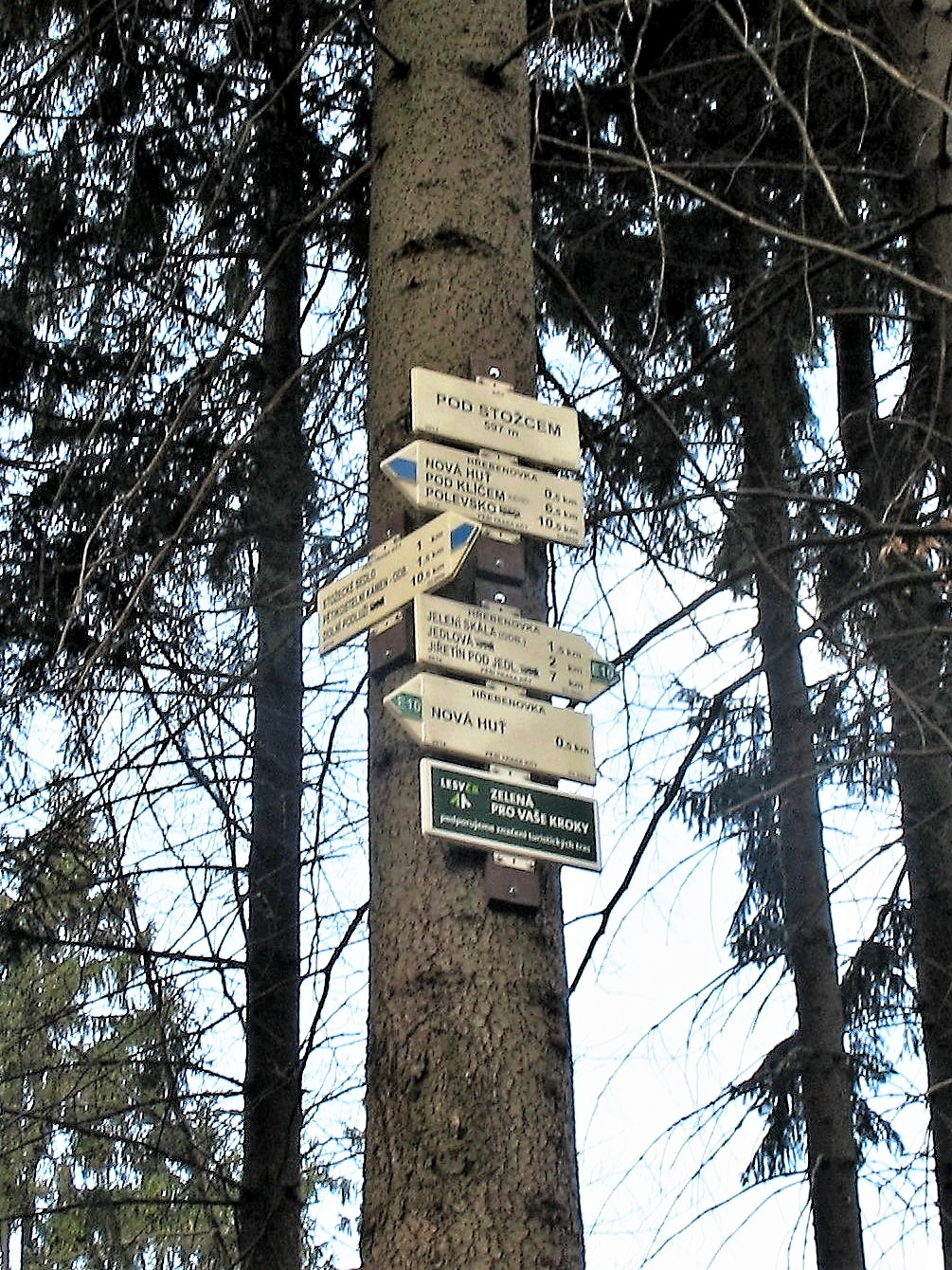
Turistické rozcestí na jižním úpatí Stožce
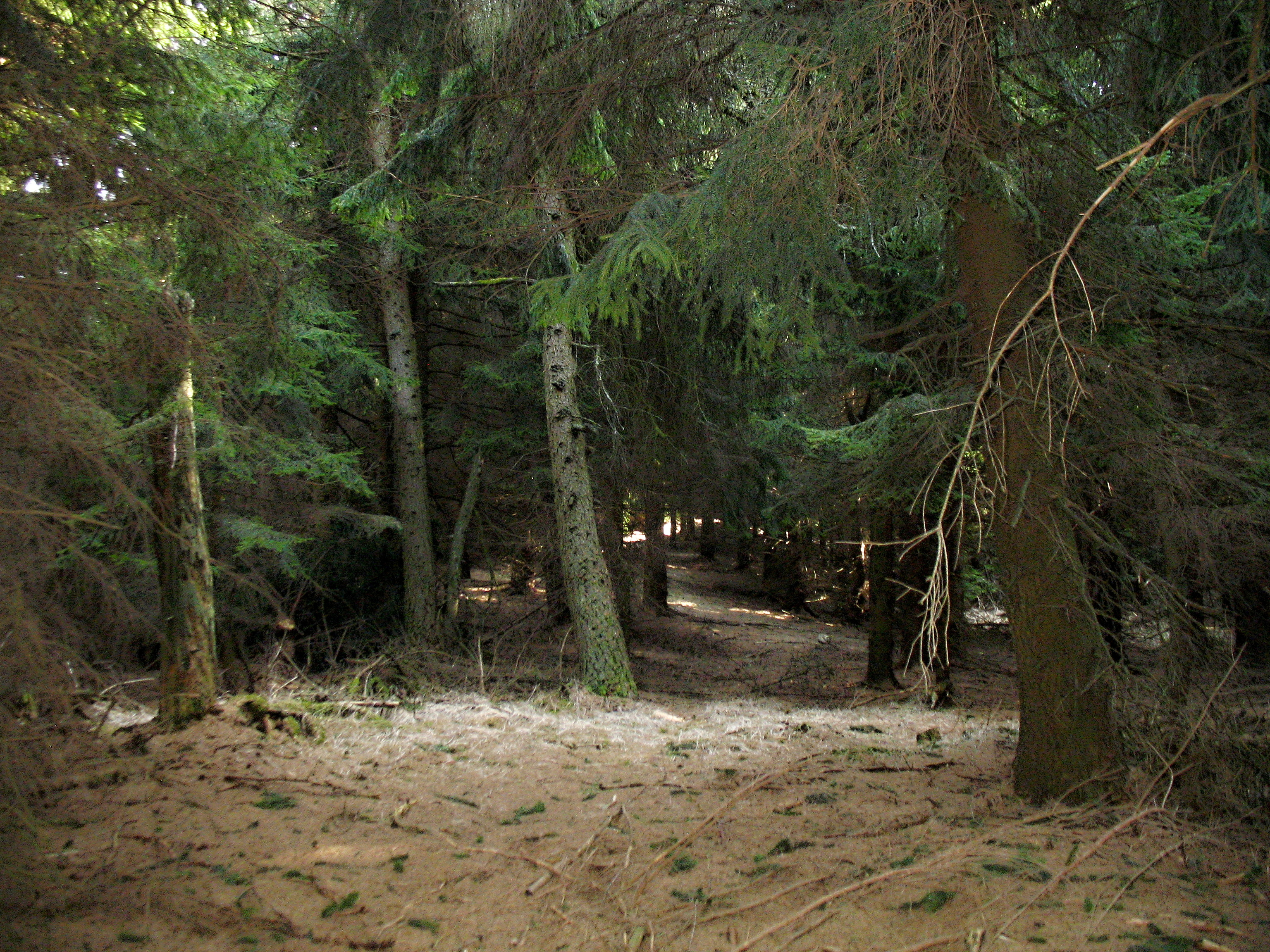
Smrkový les ve vrcholových partiích Stožce
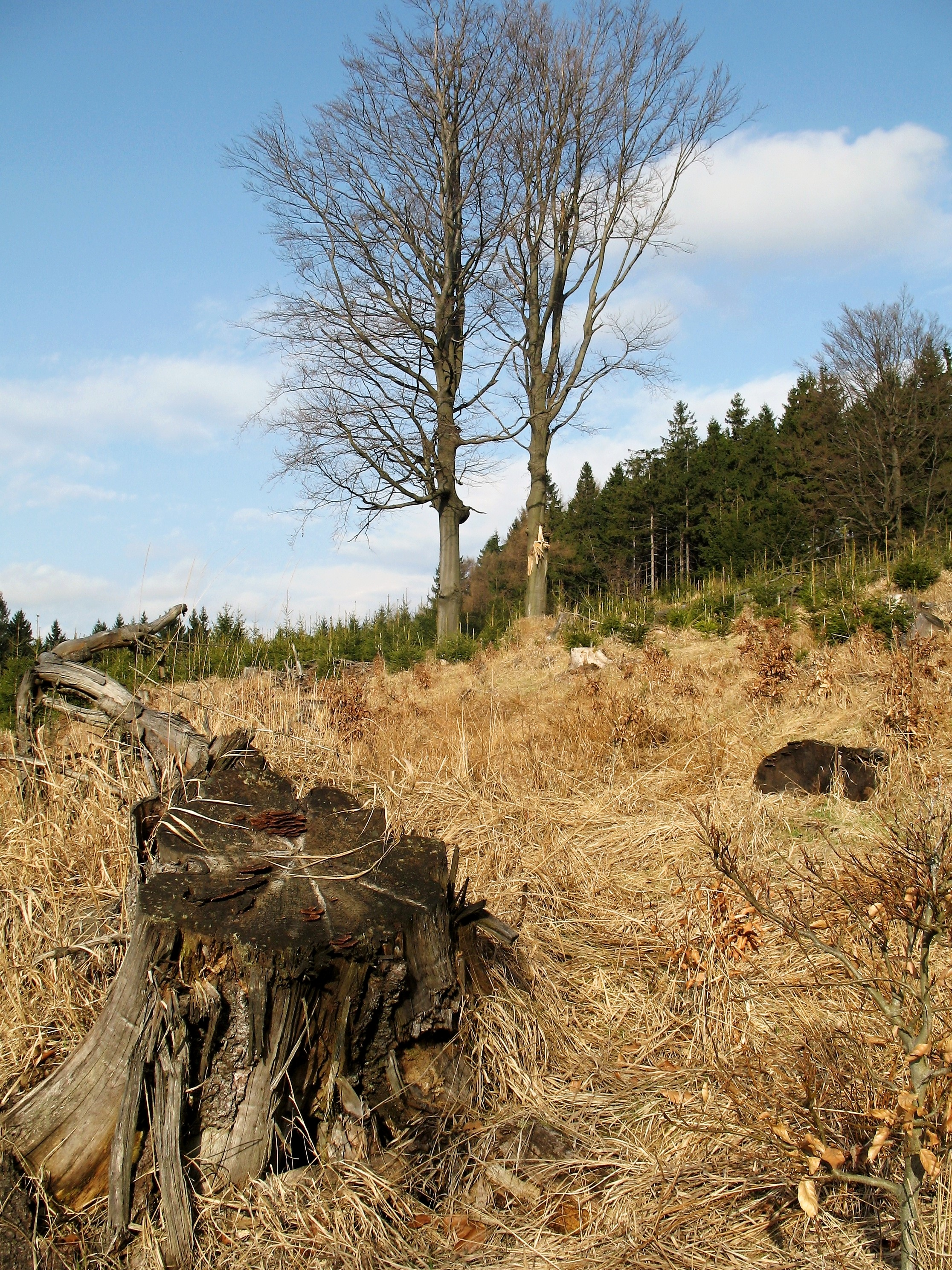
Jižní svahy Stožce se stopami lesní kalamity
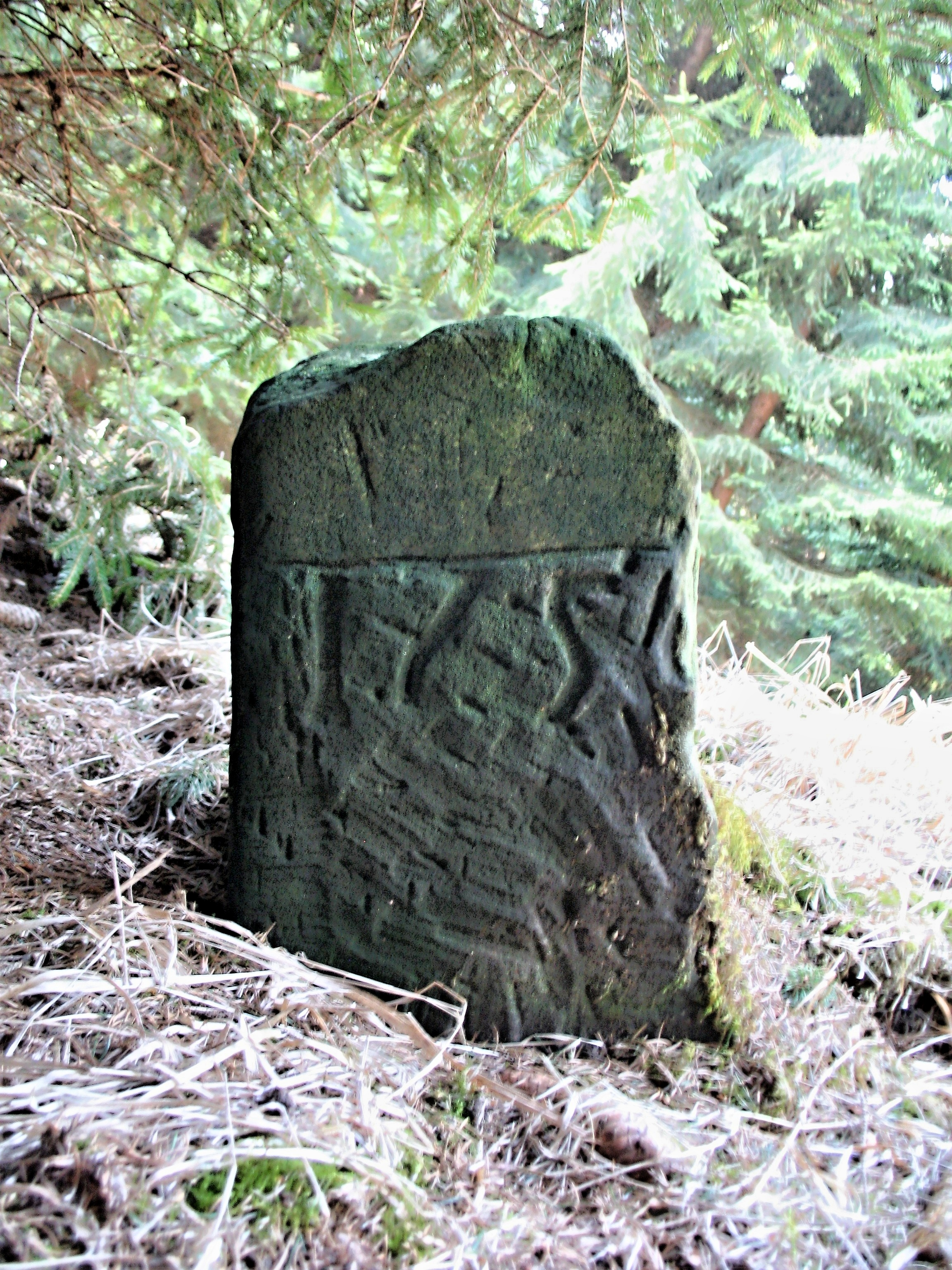
Kámen u vrcholu s letopočtem z 18. století